# Joachim Wolff (Bildhauer)
Joachim Wolff (* 13. August 1923 Oberheldrungen; † 4. November 2009) war ein deutscher Stahlbildhauer.

## Leben

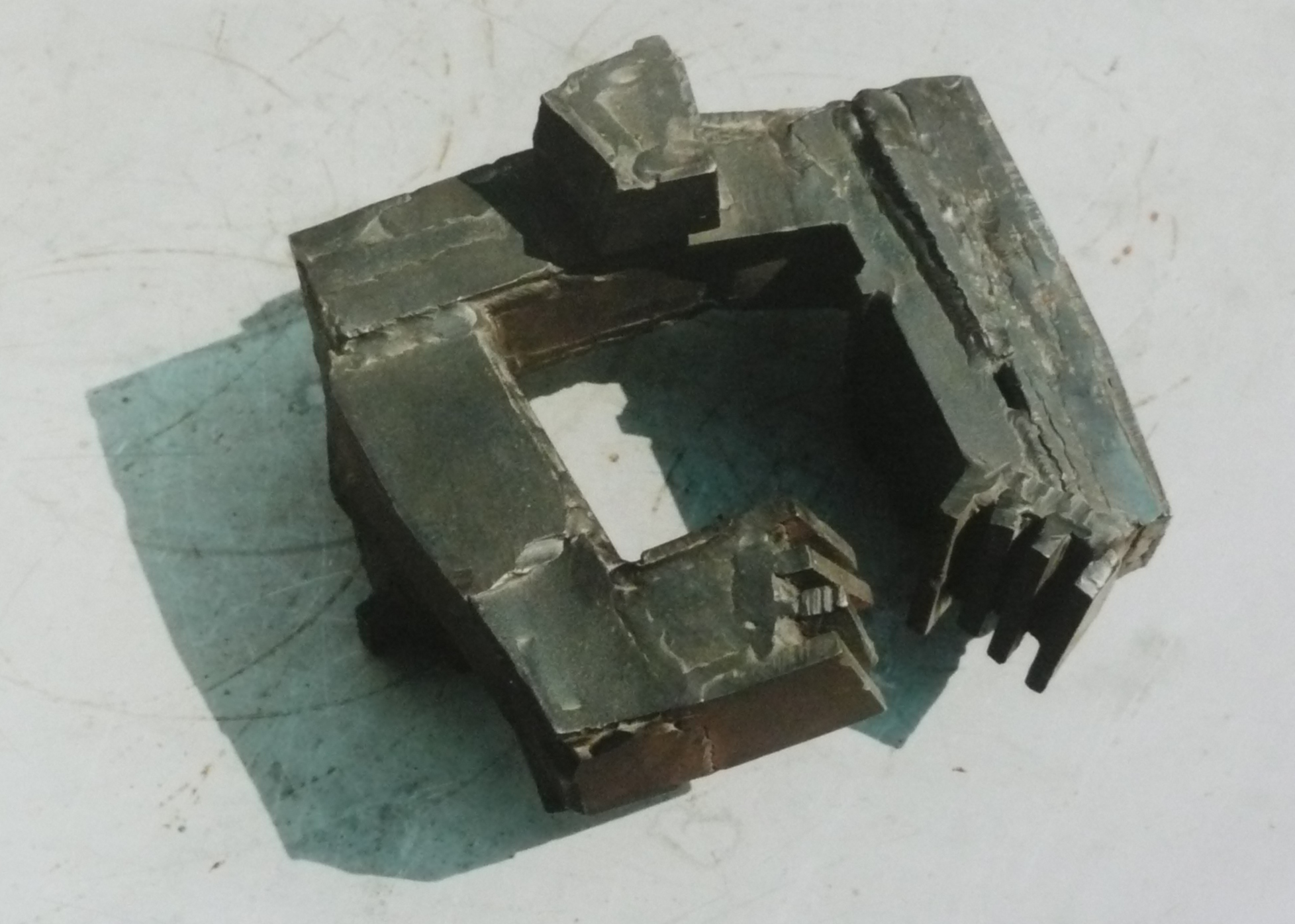
Joachim Wolff: Zitadelle. Stahlskulptur, 1964

Joachim Wolff studierte von 1941 bis 1943 und von 1946 bis 1949 an der Werkkunstschule Hannover. Von 1943 bis zum Sommer 1945 leistete er Kriegsdienst, wurde verwundet und geriet in Gefangenschaft. Von 1950 bis 1963 war er als Gebrauchsgraphiker tätig.
1963 wechselte Wolff als Autodidakt in die Bildende Kunst und arbeitete seitdem als Stahlbildhauer. 1969 wurde er Mitglied des Deutschen Künstlerbundes. 1971 bekam er ein Stipendium des Kulturkreises im Bundesverband der Industrie. Im selben Jahr war er Teilnehmer am Symposion Urbanum in Nürnberg. 
Wolff wohnte und arbeitet 1979 in seinem Atelier in der Rosenstraße 79 in Lehrte. Er war verheiratet mit der Bildhauerin Gabriele Marwede.

## Werke

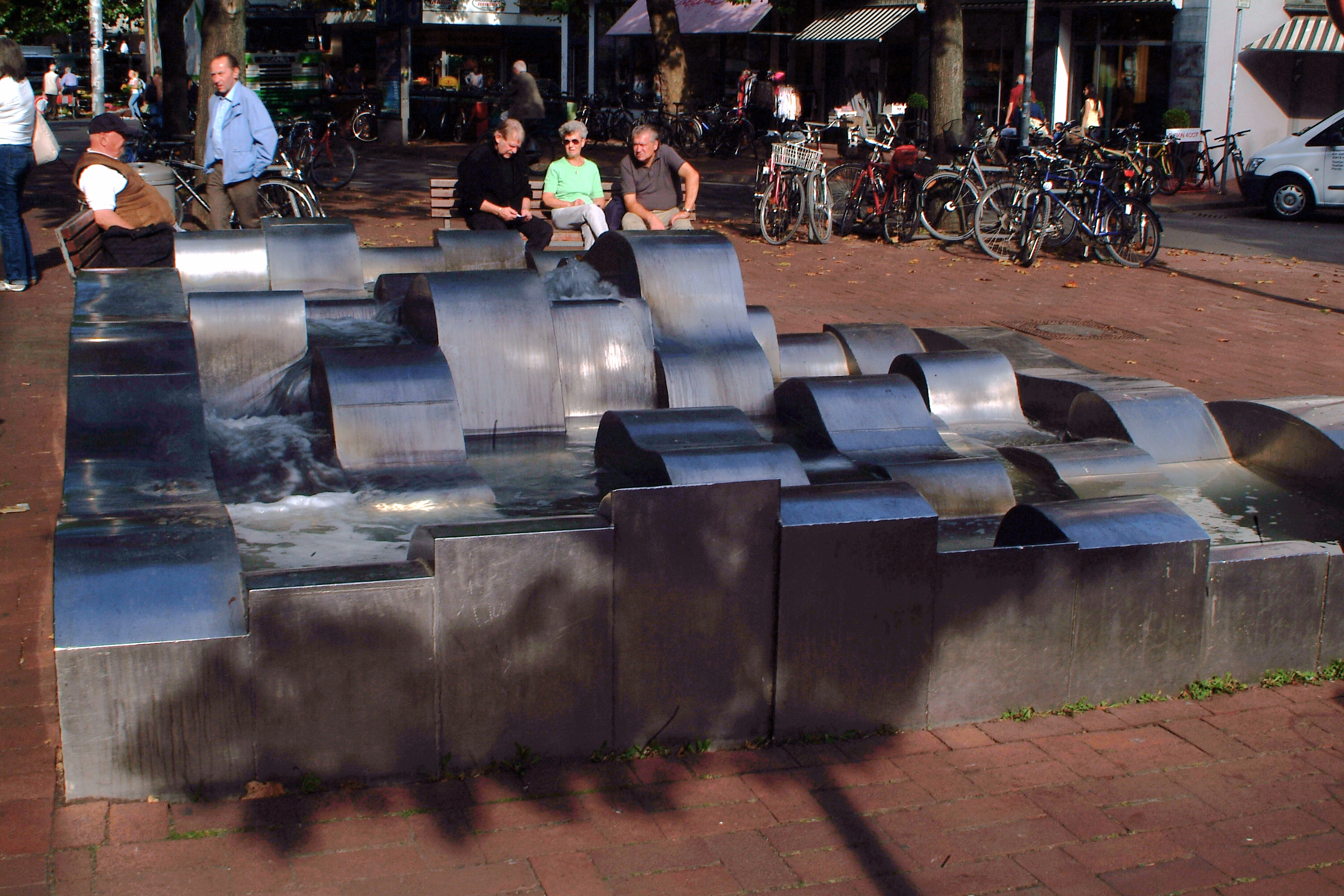
Der Lüders-Brunnen – Wassergarten, seit 1974 in Hannover auf der Lister Meile

Ab 1967 erhielt Joachim Wolff mehrere öffentliche Aufträge:
- 1967 schuf er das Edelstahlrelief für das Amtsgericht Hildesheim,[1]
- 1969 eine Edelstahlskulptur vor der Bücherei in Hannover-Herrenhausen[1][2]
- und 1971 entstand der Edelstahlbrunnen für die Hauptverwaltung des BHW in Hameln.[1]
- 1974 schuf Wolff den Lüders-Brunnen - Wassergarten in Hannover, gestiftet von der Lüders Stiftung und aufgestellt in der Lister Meile,[3]
- 1977 einen Stahlbrunnen am Raschplatz von Hannover[1]
- und für das Symposion Urbanum einen Auftrag in Nürnberg 71.[1]

Weitere Edelstahlbrunnen stehen an den Standorten 
- Nienburg (1979)
- Lehrte (1981)
- Hildesheim (1983)
- und Bad Nenndorf (1986).

## Ausstellungen (Auswahl)
- 1967: Frühjahrsausstellung im Kunstverein Hannover[1]
- 1969: 17. Jahresausstellung des Deutschen Künstlerbundes in Hannover[4]
- 1971:
  - Ausstellung während der Tage der Musik im Funkhaus Hannover[1]
  - 19. Jahresausstellung des Deutschen Künstlerbundes in Stuttgart[5]
- 1972: Ausstellung während der Deutsch-Niederländischen Kulturtage in Assen, Holland[1]
- 1971: Ausstellung während der Tage der Musik im Funkhaus Hannover[1]
- 1974: Deutsche Bildhauer der Gegenwart, Augsburg[1]
- 1975: Große Kunstausstellung, München, Neue Gruppe[1]